# إيمي بيترسون (متزلجة على مسار قصير)
إيمي بيترسون (بالإنجليزية: Amy Peterson)‏ هي متزلجة على مسار قصير أمريكية، ولدت في 29 نوفمبر 1971 في مابلوود في الولايات المتحدة.

## وصلات خارجية
- إيمي بيترسون على موقع SpeedSkatingBase.eu (الإنجليزية)
- إيمي بيترسون على موقع SpeedSkatingNews.info (الإنجليزية)
- إيمي بيترسون على موقع ShortTrackOnLine.info (الإنجليزية)
- إيمي بيترسون على موقع اللجنة الأولمبية الدولية (الإنجليزية)
- إيمي بيترسون على موقع أوليمبيديا (الإنجليزية)